# Loxodonta adaurora
Espèce
Loxodonta adaurora est une espèce fossile d'éléphants d'Afrique du genre Loxodonta (qui comprend les éléphants d'Afrique vivants).

## Description
Les fossiles de Loxodonta adaurora n'ont été trouvés qu'en Afrique, où ils se sont développés au Pliocène. L. adaurora était présumé être l'antécédent génétique des deux espèces modernes d'éléphants d'Afrique ; cependant, une analyse réalisée en 2009 a suggéré que L. africana avait évolué à partir de L. atlantica. La même étude a conclu que Loxodonta adaurora était morphologiquement impossible à distinguer de Mammuthus subplanifrons et que ceux-ci constituaient probablement la même espèce au sein de la lignée des mammouths. Cependant, d'autres auteurs ont continué à considérer L. adaurora comme une espèce valide de Loxodonta, certains la considérant comme une forme précoce de Loxodonta exoptata.

## Classification
Le nom valide complet (avec auteur) de ce taxon est Loxodonta adaurora Maglio (d), 1970,.
Selon The Taxonomicon (2 mai 2024), ce taxon est invalide et ne serait qu'un synonyme de †Mammuthus subplanifrons (H.F. Osborn, 1928).

### Étymologie
L'épithète spécifique, du latin adaurora, « à l'aube », a été donnée à cette espèce mais sans précision quant à son origine.

### Publication originale
- (en) Vincent J. Maglio, « Four new species of elephantidae from the Plio-Pleistocene of northwestern Kenya », Breviora, Cambridge, Musée de Zoologie comparée,‎ 15 janvier 1970, p. 1-43 (ISSN 0006-9698 et 1938-2979, OCLC 1415078, lire en ligne).